# Microxylorhiza matsudai
Microxylorhiza matsudai – gatunek chrząszcza z rodziny kózkowatych i podrodziny zgrzypikowych. Jedyny przedstawiciel rodzaju Microxylorhiza.

## Zasięg występowania
Gatunek ten występuje na Tajwanie.